# 與倉東海
與倉東海（？—？）為日本明治時期之政府官員。與倉東海於1898年受台灣總督府委任，接替七里恭三郎，於台灣台北地區擔任台北辦務署長一職。該官職約等於今台北市市長。翌年休職。
| 前任： 七里恭三郎 | 台北辦務署長 1898年上任 | 繼任： 岡田壽夫 |